# Gethyllis barkerae
Gethyllis barkerae är en amaryllisväxtart som beskrevs av D.Müll.-doblies. Gethyllis barkerae ingår i släktet Gethyllis och familjen amaryllisväxter.

## Underarter
Arten delas in i följande underarter:
- G. b. barkerae
- G. b. paucifolia